# The Verve
The Verve var ett brittiskt rockband som bildades 1989 i Wigan, England. Gruppen bestod av Richard Ashcroft, gitarristen Nick McCabe, gitarristen Simon Tong, basisten Simon Jones och trummisen Peter Salisbury. Bandet gjorde sin första spelning den 15 augusti 1990 på Honeysuckle Pub i Wigan.

## Historik
The Verve skrev skivkontrakt 1992 och gav ut sin första singelskiva samma år. 1993 gav de ut sitt första album, A Storm in Heaven som prisades av kritiker, men som inte sålde speciellt bra.
Året var 1995 då gruppen gav ut sitt andra album, A Northen Soul. Inspelningen var kaotisk då personliga konflikter pågick. Inspelningarna präglades också av brukandet av ecstasy. Inte heller detta album sålde vidare bra. Ashcroft fick nog och lämnade gruppen tre månader efter att skivan släppts.
Bara några veckor senare försökte han återförena bandet igen, men gitarristen McCabe vägrade att återvända. Han ersattes av gitarristen Simon Tong, som även spelade keyboard. McCabe ändrade sig dock och kom tillbaka till gruppen efter ett tag. Året var nu 1997, och nu skulle en av det sena 1990-talets kanske mest ihågkomna låtar spelas in. Låten byggde på en gammal instrumental inspelning av The Rolling Stones "The Last Time" som man hade samplat in i den nya låten, "Bitter Sweet Symphony" som blev en mycket stor succé. Efterföljande singeln "The Drugs Don't Work" och albumet Urban Hymns blev också massiva framgångar och bandet blev nästa stora britpop-band efter Oasis och Blur.
Ett stort bakslag drabbade bandet kort efteråt. Gruppen blev stämd för att ha använt sig av andra upphovsmäns material, i det här fallet Mick Jagger och Keith Richards då de skrivit "The Last Time". Man tyckte gruppen använt sig av för mycket av melodin för att kunna kalla det ett eget material. Det hela slutade med att gruppen tvingades ge bort det mesta de tjänat på låten till The Rolling Stones och hädanefter skulle 100% av intäkterna gå till Richards och Jagger.
The Verve upplöstes officiellt 28 april 1999. Det hela började med att McCabe lämnade bandet, sedan dröjde det inte länge förrän resterande medlemmar lade av. Ashcroft påbörjade därefter en solokarriär, med varierande framgång.
I juni 2007 bestämde sig Ashcroft och McCabe att göra en nysatsning med exklusiva konserter och ett nytt album med nya studioinspelade låtar.

## Bandmedlemmar
Senaste medlemmar
- Richard Ashcroft – sång, bakgrundssång, rytmgitarr, keyboard, percussion (1990–1995, 1996–1999, 2007–2009)
- Nick McCabe – sologitarr, keyboard, dragspel (1990–1995, 1997–1998, 2007–2009)
- Simon Jones – basgitarr, keyboard, bakgrundssång (1990–1995, 1996–1999, 2007–2009)
- Peter Salisbury – trummor, percussion (1990–1995, 1996–1999, 2007–2009)

Tidigare medlemmar
- Simon Tong – rytmgitarr, sologitarr, keyboard (1996–1999)

Bidragande musiker
- Bernard Butler – sologitarr (studio/live) (1996)
- B. J. Cole – pedal steel guitar (live) (1998)

## Diskografi
Studioalbum
- A Storm in Heaven (1993)
- A Northern Soul (1995)
- Urban Hymns (1997)
- Forth (2008)

Samlingsalbum

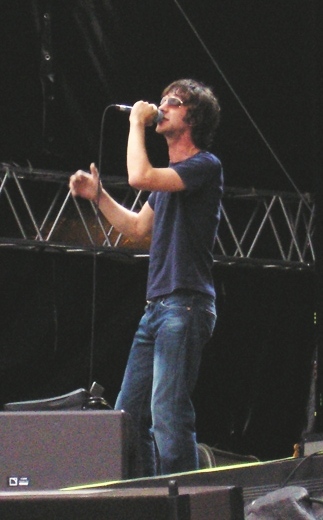
Richard Ashcroft sångare i The Verve, i Köln 2005.

- Verve EP (1992) - Samling med låtar från de första EP-skivorna
- No Come Down (1994) - B-sidessamling
- Best of the Verve (2004)
- This Is Music: The Singles 92-98 (2004)
- Sonnet (2004)

EPs
- The Verve E.P. (1992)
- Blue (1993)
- Voyager 1 (1993)
- On Your Own (1995)
- Five by Five (1997)
- Deep Cuts (2009)

Singlar
- "All In The Mind" (1992)
- "She's A Superstar" (1992)
- "Gravity Grave" (1992)
- "Slide Away" (1993)
- "This Is Music" (1995)
- "History 1" (1995)
- "History 2" (1995)
- "Bitter Sweet Symphony" (1997)
- "The Drugs Don't Work" (1997)
- "Lucky Man" (1997)
- "Sonnet" (1998)
- "Love Is Noise" (2008)
- "Rather Be" (2008)